# Президентские выборы в Бурунди (2010)
Президентские выборы в Бурунди 2010 года прошли 28 июня. Впервые президент страны был избран населением, а не парламентом.
Первоначально в выборах должно было участвовать семь кандидатов, однако 1 июня пять из них, представляющие оппозицию, отказались участвовать в выборах после того, как на местных выборах были зафиксированы многочисленные нарушения. Позднее общее число отказавшихся от участия в выборах достигло шести человек. Единственным кандидатом на выборах, таким образом, стал действующий президент Пьер Нкурунзиза из народности хуту.
Оппозиция также призвала бойкотировать выборы. В результате, многие люди не пришли на избирательные участки. Из-за невысокой грамотности населения те, кто желают проголосовать за Нкурунзизу, запечатывают свои бюллетени в белые конверты и бросают их в белые избирательные урны, а те, кто желают проголосовать против Нкурунзизы, запечатывают свои бюллетени в чёрные конверты и бросают их в чёрные урны.
За день до начала выборов в Бурунди неизвестные подорвали несколько гранат; подозрение пало на оппозицию.
По официальным данным, Нкурунзиза получил поддержку 91,62 % избирателей при явке в 76,98 %. Один из лидеров оппозиции Агатон Рваса скрылся, предположительно в ДР Конго, обвинив Нкурунзизу в организации охоты на себя.